# Messe de Nostre Dame
La Messe de Nostre Dame is een aan Maria opgedragen mis die stamt uit 1363. Letterlijk betekent het 'De Mis van onze Lieve Vrouwe'. Voor zover bekend is dit het oudste voorbeeld van een mis die kan toegeschreven worden aan één componist: Guillaume de Machaut (1300-1377). De mis kenmerkt zich door een hechte eenheid die in nog oudere missen ontbreekt. Deze mis maakt gebruik van polyfonie (meerstemmigheid).
De katholieke eredienst maakt gebruik van een bepaalde opeenvolging van gezangen. De gezangen van elke mis bestaan uit een aantal vaste onderdelen en enkele onderdelen die veranderen al naargelang het moment van het kerkelijk jaar. De vaste onderdelen zijn: het Kyrie, het Gloria, het Credo, het Sanctus en het Agnus Dei. In  La Messe de Nostre Dame lijken de complexe zangpartijen van het Agnus Dei aan te sluiten bij de architectuur van de gotische kathedralen, die eveneens complex is. In het gebouw voegen herhaling, variatie, ritme en lijnenspel zich net als in La Messe de Nostre Dame zich samen tot een structurele eenheid. In vergelijking hiermee is de Romaanse architectuur eenvoudig en eenduidig en kan men hier een gelijkenis in zien met  het gregoriaans.